# Václav Ždímal (letec)

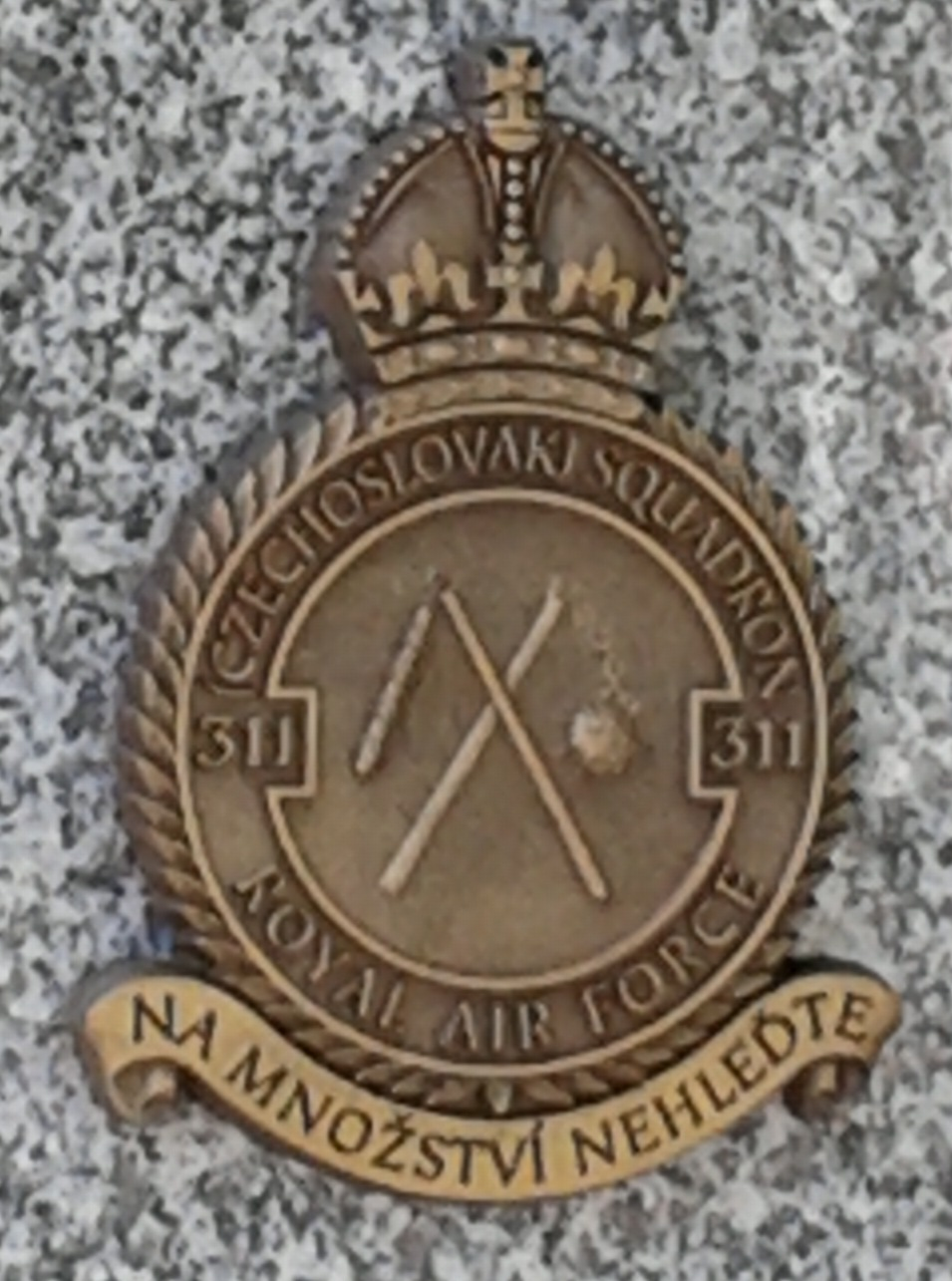
Insignie 311. bombardovací perutě

Václav Ždímal (24. října 1914 Sarajevo – 29. června 1944 letiště Predannack Spojené království) byl český účastník zahraničního protinacistického odboje, příslušník 311. československé bombardovací perutě.

## Život
Po maturitě na reálném gymnáziu vystudoval v letech 1937–1938 Vojenskou akademii v Hranicích.
Do zahraničí odešel 4. prosince 1939 v hodnosti poručíka. Pro dosažení cíle volil tzv. jižní cestu přes Slovensko, Maďarsko, Jugoslávii, Turecko a další země do Francie. Do československého zahraničního vojska byl prezentován v Agde 14. ledna 1940, do RAF zařazen od 19. prosince 1942. Spolu s dalšími československými důstojníky byl od 20. prosince 1942 zařazen do výcvikového kurzu navigátorů.

### Smrt
Dne 29. června 1944 v 13.40 odstartoval bombardovací letoun Liberator GR Mk. V BZ754/J z letiště Predannack v Cornwallu k operačnímu letu nad Lamanšský průliv. Krátce po startu (asi ve 13.45) se zřítil a explodoval. Z devíti osob na palubě přežil pouze radiotelegrafista František Bebeněk, zahynuli kapitán letounu František Naxera a druhý pilot Josef Jiroutek, dále Emil Kuklínek a radiotelegrafisté Walter Staňo, Ladislav Žilák a Josef Kubát. Václav Ždímal měl při tomto letu funkci navigátora.

## Posmrtná ocenění
- V roce 1991 byl povýšen na podplukovníka in memoriam